# Arisaema pachystachyum
Arisaema pachystachyum là một loài thực vật có hoa trong họ Ráy (Araceae). Loài này được Hett. & Gusman mô tả khoa học đầu tiên năm 2003.